# 2023年のスーパーカップ (日本サッカー)
2023年のスーパーカップは、2023年2月11日に国立競技場（東京都新宿区）で開催された、30回目のスーパーカップである。

## 概要
富士フイルムビジネスイノベーション（旧社名・富士ゼロックス）の特別協賛により、FUJIFILM SUPER CUP 2023（富士フイルム スーパーカップ2023）の名称で開催される。2014年大会以来9年ぶりに、改築後初となる国立競技場での開催となる。
なお、2023年1月27日に決定された新型コロナウイルス感染症に関する基本的対処方針の改定に基づき、上限100%の来場可能数で試合を行い、全ての席で声出し応援ができることになった。これに関連して、産業技術総合研究所の協力で、Jリーグの公式試合の会場で、継続的に実施してきた調査の一環として、今大会の「スタジアム観戦環境調査」を行う。
主催
日本サッカー協会 / 日本プロサッカーリーグ
主管
日本プロサッカーリーグ / 東京都サッカー協会
特別協賛
富士フイルムビジネスイノベーション
レギュレーション
- 90分間（前後半各45分）の試合を行い、勝敗が決しない場合はPK方式によって決定する。
- 選手交代人数は5名以内。ただし交代回数はハーフタイムを除いて3回まで。

## 参加クラブ
- 横浜F・マリノス（2022明治安田生命J1リーグ優勝・3年ぶり6回目）
- ヴァンフォーレ甲府（天皇杯 JFA 第102回全日本サッカー選手権大会優勝・初出場）

同大会でJ2に所属するクラブの出場は、2008年大会のサンフレッチェ広島以来2クラブ目である。

## プロモーション
試合のプロモーションにおいてメディアミックス作品の『ラブライブ!シリーズ』とのコラボレーション企画が実施される。
コラボレーションにあたり『μ's』（ラブライブ!）『虹ヶ咲学園スクールアイドル同好会』（ラブライブ!虹ヶ咲学園スクールアイドル同好会）『Liella!』（ラブライブ!スーパースター!!）のうち、以下のキャラクターがそれぞれのチームを応援する。 
- 横浜F・マリノス：星空凛（μ's、声：飯田里穂）、上原歩夢（虹ヶ咲、声：大西亜玖璃）、澁谷かのん（Liella!、声：伊達さゆり）
- ヴァンフォーレ甲府：園田海未（μ's、声：三森すずこ）、天王寺璃奈（虹ヶ咲、声：田中ちえ美）、鬼塚夏美（Liella!、声：絵森彩[注 2]）

ハーフタイムにはボーイズグループ『JO1』のメンバーのうち、川西拓実・木全翔也・河野純喜・佐藤景瑚・豆原一成の5人が出演してのライブショーが開催されることになっている。
また、今大会のアンバサダーに、1994年と1995年のスーパーカップに出場した北澤豪が就くことになった。

## 試合前日の状況
前日の10日に甲府市で20cmの積雪があり、選手やサポーターの移動が心配されたが、選手は中央自動車道が通行止めになる前に練習を切り上げて都内へ移動し、また試合当日の午前中までには交通手段が復旧したことから多くのサポーターが国立競技場へ向かった。

## 試合結果
2008年大会以来、15年ぶり2度目の「J1対J2」の対戦となったこの試合、J1王者の横浜FMは前年と同じ4-2-3-1の布陣。GKには移籍交渉の為チームを離脱した高丘陽平に代わりオビ・パウエル・オビンナを起用、右サイドバックには新加入のDF上島拓巳が先発に抜擢。天皇杯王者の甲府は永らく採用してきた3バックから新布陣の4-2-3-1に変更し、4年ぶりに復帰したFWピーター・ウタカ、大卒ルーキーのDF三浦颯太ら新加入選手が4人先発に入る形となった。
試合は立ち上がりから甲府が押し気味に試合を運ぶが、徐々に横浜FMペースとなっていく。すると前半30分、横浜FMはDF上島が敵陣から縦パスを入れると、MF西村拓真、FW水沼宏太、FWアンデルソン・ロペスとボールをつないで右サイドからクロスを送り、左サイドからフリーで走り込んだFWエウベルが流し込んで横浜FMが先制に成功する。しかし前半終了間際、甲府DFエドゥアルド・マンシャのスルーパスにMF鳥海芳樹が反応して抜け出し、ダイレクトの折り返しをFWピーター・ウタカが流し込む。この時、副審がオフサイドの判定を示すもVARが介入し、主審の荒木友輔のオンフィールドレビューの結果、鳥海はオンサイドでオフサイドポジションのウタカはボールに関与しなかったとしてゴールが認められ、前半は同点で折り返す。
後半は序盤から横浜FMがボールを保持する展開が続き、迎えた後半16分、中盤まで上がった横浜FM DF角田涼太朗が前線へスルーパス。これに抜け出したFWアンデルソン・ロペスが左足でシュート。甲府GK河田晃兵の足に当たって左ポストに直撃するが、この跳ね返りに反応したMF西村が押し込み、横浜FMが再び勝ち越す。
追加点を狙いたい横浜FMはMFマルコス・ジュニオール、FWヤン・マテウスを投入し攻勢を強める。後半28分にはヤン・マテウスがシュートを放つが甲府GK河田が好セーブを見せゴールならず。一方追いつきたい甲府は終盤にFW三平和司とMF武富孝介を投入し流れを変えていくが、中々ゴールには繋がらない。試合終了間際には甲府がコーナーキック後のゴール前のこぼれ球を途中出場のFWジェトゥリオが蹴り込んでネットを揺らすが、オフサイドの判定でノーゴール。このまま2-1で逃げ切った横浜FMが通算6度目の出場にして初のスーパーカップを獲得した。
| 横浜F・マリノス                 | 2 - 1             | ヴァンフォーレ甲府      |
| ------------------------------- | ----------------- | ----------------------- |
| - エウベル 30分 - 西村拓真 61分 | 公式記録 試合経過 | - ピーター・ウタカ 44分 |

| 横浜F・マリノス      |    |                          |      |        |
| GK                   | 50 | オビ・パウエル・オビンナ |      |        |
| DF                   | 15 | 上島拓巳                 |      |        |
| DF                   | 4  | 畠中槙之輔               |      |        |
| DF                   | 33 | 角田涼太朗               |      |        |
| DF                   | 2  | 永戸勝也                 |      |        |
| MF                   | 6  | 渡辺皓太                 |      |        |
| MF                   | 8  | 喜田拓也                 |      | 84分   |
| MF                   | 30 | 西村拓真                 |      | 67分   |
| FW                   | 18 | 水沼宏太                 |      | 67分   |
| FW                   | 11 | アンデルソン・ロペス     | 85分 | 90+6分 |
| FW                   | 7  | エウベル                 |      |        |
| 控え選手             |    |                          |      |        |
| GK                   | 31 | 白坂楓馬                 |      |        |
| DF                   | 5  | エドゥアルド             |      |        |
| MF                   | 10 | マルコス・ジュニオール   |      | 67分   |
| MF                   | 16 | 藤田譲瑠チマ             |      | 84分   |
| MF                   | 28 | 山根陸                   |      |        |
| FW                   | 14 | 植中朝日                 |      | 90+6分 |
| FW                   | 20 | ヤン・マテウス           |      | 67分   |
| 監督                 |    |                          |      |        |
| ケヴィン・マスカット |    |                          |      |        |

| ヴァンフォーレ甲府 |    |                        |  |      |
| GK                 | 1  | 河田晃兵               |  |      |
| DF                 | 2  | 須貝英大               |  |      |
| DF                 | 4  | 山本英臣               |  |      |
| DF                 | 13 | 三浦颯太               |  |      |
| DF                 | 40 | エドゥアルド・マンシャ |  |      |
| MF                 | 10 | 長谷川元希             |  |      |
| MF                 | 18 | 鳥海芳樹               |  | 71分 |
| MF                 | 24 | 松本凪生               |  |      |
| MF                 | 26 | 佐藤和弘               |  | 81分 |
| FW                 | 28 | 水野颯太               |  | 60分 |
| FW                 | 99 | ピーター・ウタカ       |  |      |
| 控え選手           |    |                        |  |      |
| GK                 | 21 | 渋谷飛翔               |  |      |
| DF                 | 23 | 関口正大               |  |      |
| DF                 | 49 | 井上詩音               |  |      |
| MF                 | 17 | 品田愛斗               |  |      |
| MF                 | 8  | 武富孝介               |  | 81分 |
| FW                 | 77 | ジェトゥリオ           |  | 60分 |
| FW                 | 9  | 三平和司               |  | 71分 |
| 監督               |    |                        |  |      |
| 篠田善之           |    |                        |  |      |